# Khúc côn cầu trên cỏ tại Thế vận hội Mùa hè 2024 – Giải đấu Nam
Giải đấu nam bộ môn khúc côn cầu trên cỏ tại Thế vận hội Mùa hè 2024 là lần thứ 25 của nội dung thi đấu khúc côn cầu trên cỏ dành cho nam tại Thế vận hội Mùa hè. Giải đấu sẽ diễn ra từ ngày 27 tháng 7 đến ngày 8 tháng 8 năm 2024. Tất cả các trận đấu sẽ diễn ra tại Sân vận động Olympic Yves-du-Manoir ở Paris, Pháp.

## Lịch thi đấu
Ở vòng sơ loại, các trận đấu sẽ được thi đấu trên hai sân.
| VB | Vòng bảng | ¼ | Tứ kết | ½ | Bán kết | HCĐ | Tranh huy chương đồng | CK | Chung kết |

| Thứ 7 27/7 | CN 28/7 | Thứ 2 29/7 | Thứ 3 30/7 | Thứ 4 31/7 | Thứ 5 1/8 | Thứ 6 2/8 | Thứ 7 3/8 | CN 4/8 | Thứ 2 5/8 | Thứ 3 6/8 | Thứ 4 7/8 | Thứ 5 8/8 | Thứ 5 8/8 |
| ---------- | ------- | ---------- | ---------- | ---------- | --------- | --------- | --------- | ------ | --------- | --------- | --------- | --------- | --------- |
| VB         | VB      | VB         | VB         | VB         | VB        | VB        |           | ¼      |           | ½         |           | HCĐ       | CK        |

## Thể thức thi đấu
Mười hai đội trong giải đấu sẽ được chia thành hai bảng, mỗi bảng sáu đội, mỗi đội thi đấu theo thể thức vòng tròn một lượt trong bảng đấu của mình. Sau khi kết thúc giai đoạn thi đấu vòng tròn tính điểm, 4 đội đứng đầu mỗi bảng sẽ vào vòng tứ kết. Hai đội thắng ở trận bán kết gặp nhau trong trận tranh huy chương vàng, trong khi những đội thua ở trận bán kết thi đấu trong trận tranh huy chương đồng.

## Vòng loại
Mỗi nhà vô địch châu lục từ năm liên đoàn đều nhận được một suất thi đấu. Pháp với tư cách là nước chủ nhà tự động vượt qua vòng loại. Các đội khác sẽ cần vượt qua vòng loại thông qua Vòng loại nam Khúc côn cầu Thế vận hội FIH 2024.
| Giải đấu vòng loại                          | Ngày diễn ra                      | Chủ nhà/Quốc gia | Số suất tham dự | Các đội tuyển vượt qua vòng loại |
| ------------------------------------------- | --------------------------------- | ---------------- | --------------- | -------------------------------- |
| Quốc gia chủ nhà                            | 13 tháng 9 năm 2017               | N/A              | 1               | Pháp                             |
| Cúp châu Đại Dương 2023                     | 10–13 tháng 8 năm 2023            | Whangārei        | 1               | Úc                               |
| Giải vô địch EuroHockey 2023                | 19–27 tháng 8 năm 2023            | Mönchengladbach  | 1               | Hà Lan                           |
| Đại hội Thể thao châu Á 2022                | 24 tháng 9 − 6 tháng 10 năm 2023  | Hangzhou         | 1               | Ấn Độ                            |
| Đại hội Thể thao Liên châu Mỹ 2023          | 25 tháng 10 – 3 tháng 11 năm 2023 | Santiago         | 1               | Argentina                        |
| Vòng loại Thế vận hội khu vực châu Phi 2023 | 29 tháng 10 – 5 tháng 11 năm 2023 | Pretoria         | 1               | Nam Phi                          |
| Giải đấu vòng loại Thế vận hội Mùa hè 2024  | 13–21 tháng 1 năm 2024            | Valencia         | 3               | Bỉ · Tây Ban Nha · Ireland       |
| Giải đấu vòng loại Thế vận hội Mùa hè 2024  | 13–21 tháng 1 năm 2024            | Muscat           | 3               | Đức · Anh Quốc · New Zealand     |
| Tổng cộng                                   | Tổng cộng                         | Tổng cộng        | 12              |                                  |

## Trọng tài
Vào ngày 12 tháng 9 năm 2023, 14 trọng tài đã được FIH bổ nhiệm.
- Gabriel Labate (ARG)
- Steve Rogers (AUS)
- Jakub Mejzlík (CZE)
- Dan Barstow (ENG)
- Ben Göntgen (GER)
- Raghu Prasad (IND)
- Coen van Bunge (NED)
- Jonas van 't Hek (NED)
- Gareth Greenfield (NZL)
- David Tomlinson (NZL)
- Marcin Grochal (POL)
- Martin Madden (SCO)
- Lim Hong Zhen (SGP)
- Sean Rapaport (RSA)

## Vòng bảng
Các bảng đấu được công bố vào ngày 22 tháng 1 năm 2024. Lịch thi đấu được công bố vào ngày 6 tháng 3 năm 2024.

### Bảng A
| VT | Đội         | ST | T | H | B | BT | BB | HS  | Đ  | Giành quyền tham dự |
| -- | ----------- | -- | - | - | - | -- | -- | --- | -- | ------------------- |
| 1  | Đức         | 5  | 4 | 0 | 1 | 16 | 6  | +10 | 12 | Tứ kết              |
| 2  | Hà Lan      | 5  | 3 | 1 | 1 | 16 | 9  | +7  | 10 | Tứ kết              |
| 3  | Anh Quốc    | 5  | 2 | 2 | 1 | 11 | 7  | +4  | 8  | Tứ kết              |
| 4  | Tây Ban Nha | 5  | 2 | 1 | 2 | 11 | 12 | −1  | 7  | Tứ kết              |
| 5  | Nam Phi     | 5  | 1 | 1 | 3 | 11 | 17 | −6  | 4  |                     |
| 6  | Pháp (H)    | 5  | 0 | 1 | 4 | 8  | 22 | −14 | 1  |                     |

| 27 tháng 7 năm 2024 10:00 v |

| Anh Quốc                                     | 4–0     | Tây Ban Nha |
| -------------------------------------------- | ------- | ----------- |
| Park 13' · Furlong 16', 48' · Shipperley 58' | Báo cáo |             |

| Sân 1 Trọng tài: Steve Rogers (AUS) Raghu Prasad (IND) |

| 27 tháng 7 năm 2024 12:45 v |

| Hà Lan                                                           | 5–3     | Nam Phi                                   |
| ---------------------------------------------------------------- | ------- | ----------------------------------------- |
| Janssen 2', 30' · De Geus 10' · Hoedemakers 16' · Telgenkamp 33' | Báo cáo | M. Cassiem 7' · Kok 34' · Guise-Brown 44' |

| Sân 1 Trọng tài: David Tomlinson (NZL) Lim Hong Zhen (SGP) |

| 27 tháng 7 năm 2024 17:00 v |

| Đức                                                                                           | 8–2     | Pháp                      |
| --------------------------------------------------------------------------------------------- | ------- | ------------------------- |
| Weigand 1', 44' · Rühr 7' · Prinz 19' · M. Grambusch 21' · T. Grambusch 22' · Wellen 33', 49' | Báo cáo | Masson 15+' · Charlet 59' |

| Sân 1 Trọng tài: Zeke Newman (AUS) Gareth Greenfield (NZL) |

| 28 tháng 7 năm 2024 17:00 v |

| Đức | 0–2     | Tây Ban Nha               |
| --- | ------- | ------------------------- |
|     | Báo cáo | Basterra 32' · Cunill 53' |

| Sân 1 Trọng tài: Jonas van 't Hek (NED) Martin Madden (GBR) |

| 28 tháng 7 năm 2024 19:45 v |

| Hà Lan                                                | 4–0     | Pháp |
| ----------------------------------------------------- | ------- | ---- |
| Reyenga 7' · Bijen 28' · De Geus 31' · Telgenkamp 54' | Báo cáo |      |

| Sân 1 Trọng tài: Sean Rapaport (RSA) Irene Presenqui (ARG) |

| 28 tháng 7 năm 2024 20:15 v |

| Nam Phi                   | 2–2     | Anh Quốc                   |
| ------------------------- | ------- | -------------------------- |
| Hobson 11' · Sherwood 53' | Báo cáo | Roper 32' · Shipperley 59' |

| Sân 2 Trọng tài: Marcin Grochal (POL) Laurine Delforge (BEL) |

| 30 tháng 7 năm 2024 10:00 v |

| Tây Ban Nha                                | 3–3     | Pháp                                |
| ------------------------------------------ | ------- | ----------------------------------- |
| Iglesias 28' · Vilallonga 32' · Cunill 51' | Báo cáo | Clément 8', 13' · Martin-Brisac 45' |

| Sân 1 Trọng tài: Lim Hong Zhen (SGP) Coen van Bunge (NED) |

| 30 tháng 7 năm 2024 10:30 v |

| Nam Phi         | 1–5     | Đức                                                         |
| --------------- | ------- | ----------------------------------------------------------- |
| Guise-Brown 35' | Báo cáo | Peillat 1', 39' · Rühr 15' · Weigand 17' · M. Grambusch 58' |

| Sân 2 Trọng tài: Dan Barstow (GBR) Raghu Prasad (IND) |

| 30 tháng 7 năm 2024 12:45 v |

| Anh Quốc        | 2–2     | Hà Lan                       |
| --------------- | ------- | ---------------------------- |
| Morton 56', 58' | Báo cáo | Wortelboer 45' · Van Dam 52' |

| Sân 1 Trọng tài: Gabriel Labate (ARG) Ben Göntgen (GER) |

| 31 tháng 7 năm 2024 17:30 v |

| Đức       | 1–0     | Hà Lan |
| --------- | ------- | ------ |
| Wellen 3' | Báo cáo |        |

| Sân 2 Trọng tài: Martin Madden (GBR) David Tomlinson (NZL) |

| 31 tháng 7 năm 2024 19:45 v |

| Tây Ban Nha                   | 3–0     | Nam Phi |
| ----------------------------- | ------- | ------- |
| Reyne 25', 53' · Basterra 37' | Báo cáo |         |

| Sân 1 Trọng tài: Gareth Greenfield (NZL) Ben Göntgen (GER) |

| 1 tháng 8 năm 2024 12:45 v |

| Pháp        | 1–2     | Anh Quốc                 |
| ----------- | ------- | ------------------------ |
| Clément 30' | Báo cáo | Wallace 41' · Albery 54' |

| Sân 1 Trọng tài: Sean Rapaport (RSA) David Tomlinson (NZL) |

| 2 tháng 8 năm 2024 10:30 v |

| Hà Lan                                                   | 5–3     | Tây Ban Nha                            |
| -------------------------------------------------------- | ------- | -------------------------------------- |
| Janssen 19', 53' · Hoedemakers 40', 48' · Wortelboer 43' | Báo cáo | Basterra 7' · Reyné 15' · Miralles 48' |

| Sân 2 Trọng tài: Dan Barstow (GBR) Sean Rapaport (RSA) |

| 2 tháng 8 năm 2024 19:45 v |

| Pháp                      | 2–5     | Nam Phi                                                           |
| ------------------------- | ------- | ----------------------------------------------------------------- |
| Clément 16' · Charlet 25' | Báo cáo | Guise-Brown 2' · Horne 23' · M. Cassiem 56' · D. Cassiem 57', 60' |

| Sân 1 Trọng tài: Lim Hong Zhen (SGP) Marcin Grochal (POL) |

| 2 tháng 8 năm 2024 20:15 v |

| Anh Quốc    | 1–2     | Đức           |
| ----------- | ------- | ------------- |
| Furlong 49' | Báo cáo | Rühr 19', 25' |

| Sân 2 Trọng tài: Coen van Bunge (NED) Gareth Greenfield (NZL) |

### Bảng B
| VT | Đội         | ST | T | H | B | BT | BB | HS  | Đ  | Giành quyền tham dự |
| -- | ----------- | -- | - | - | - | -- | -- | --- | -- | ------------------- |
| 1  | Bỉ          | 5  | 4 | 1 | 0 | 15 | 7  | +8  | 13 | Tứ kết              |
| 2  | Ấn Độ       | 5  | 3 | 1 | 1 | 10 | 7  | +3  | 10 | Tứ kết              |
| 3  | Úc          | 5  | 3 | 0 | 2 | 12 | 10 | +2  | 9  | Tứ kết              |
| 4  | Argentina   | 5  | 2 | 2 | 1 | 8  | 6  | +2  | 8  | Tứ kết              |
| 5  | Ireland     | 5  | 1 | 0 | 4 | 4  | 9  | −5  | 3  |                     |
| 6  | New Zealand | 5  | 0 | 0 | 5 | 4  | 14 | −10 | 0  |                     |

| 27 tháng 7 năm 2024 10:30 v |

| Bỉ                       | 2–0     | Ireland |
| ------------------------ | ------- | ------- |
| Boon 25' · Hendrickx 49' | Báo cáo |         |

| Sân 2 Trọng tài: Sean Rapaport (RSA) Gabriel Labate (ARG) |

| 27 tháng 7 năm 2024 13:15 v |

| Úc          | 1–0     | Argentina |
| ----------- | ------- | --------- |
| Govers 30+' | Báo cáo |           |

| Sân 1 Trọng tài: Coen van Bunge (NED) Ben Göntgen (GER) |

| 27 tháng 7 năm 2024 17:30 v |

| Ấn Độ                                     | 3–2     | New Zealand         |
| ----------------------------------------- | ------- | ------------------- |
| Mandeep 24' · Vivek 34' · Harmanpreet 59' | Báo cáo | Lane 8' · Child 53' |

| Sân 2 Trọng tài: Marcin Grochal (POL) Martin Madden (GBR) |

| 28 tháng 7 năm 2024 17:30 v |

| Bỉ                           | 2–1     | New Zealand |
| ---------------------------- | ------- | ----------- |
| Hendrickx 8' · Van Aubel 44' | Báo cáo | Lane 43'    |

| Sân 2 Trọng tài: Steve Rogers (AUS) Dan Barstow (GBR) |

| 29 tháng 7 năm 2024 10:00 v |

| Ireland  | 1–2     | Úc                    |
| -------- | ------- | --------------------- |
| Cole 25' | Báo cáo | Weyer 9' · Govers 30' |

| Sân 1 Trọng tài: Sarah Wilson (GBR) Jonas van 't Hek (NED) |

| 29 tháng 7 năm 2024 12:45 v |

| Ấn Độ           | 1–1     | Argentina    |
| --------------- | ------- | ------------ |
| Harmanpreet 59' | Báo cáo | Martínez 22' |

| Sân 2 Trọng tài: Daniel Barstow (GBR) Zeke Newman (AUS) |

| 30 tháng 7 năm 2024 13:15 v |

| Ireland | 0–2     | Ấn Độ                |
| ------- | ------- | -------------------- |
|         | Báo cáo | Harmanpreet 11', 19' |

| Sân 2 Trọng tài: Steve Rogers (AUS) David Tomlinson (NZL) |

| 30 tháng 7 năm 2024 17:00 v |

| Argentina                 | 2–0     | New Zealand |
| ------------------------- | ------- | ----------- |
| Domene 24' · Martínez 60' | Báo cáo |             |

| Sân 1 Trọng tài: Jonas van 't Hek (NED) Sean Rapaport (RSA) |

| 30 tháng 7 năm 2024 19:45 v |

| Úc                     | 2–6     | Bỉ                                                           |
| ---------------------- | ------- | ------------------------------------------------------------ |
| Sharp 28' · Govers 44' | Báo cáo | Hendrickx 7' · Boon 15', 30', 57' · Van Aubel 35' · Kina 38' |

| Sân 1 Trọng tài: Marcin Grochal (POL) Gareth Greenfield (NZL) |

| 1 tháng 8 năm 2024 10:00 v |

| Ấn Độ        | 1–2     | Bỉ                           |
| ------------ | ------- | ---------------------------- |
| Abhishek 18' | Báo cáo | Stockbroekx 33' · Dohmen 44' |

| Sân 1 Trọng tài: Coen van Bunge (NED) Zeke Newman (AUS) |

| 1 tháng 8 năm 2024 10:30 v |

| New Zealand | 0–5     | Úc                                               |
| ----------- | ------- | ------------------------------------------------ |
|             | Báo cáo | Wickham 22' · Govers 25', 52', 57' · Willott 42' |

| Sân 2 Trọng tài: Lim Hong Zhen (SGP) Gabriel Labate (ARG) |

| 1 tháng 8 năm 2024 13:15 v |

| Argentina                | 2–1     | Ireland  |
| ------------------------ | ------- | -------- |
| Domene 17' · Casella 28' | Báo cáo | Cole 27' |

| Sân 2 Trọng tài: Raghu Prasad (IND) Marcin Grochal (POL) |

| 2 tháng 8 năm 2024 13:15 v |

| Úc                     | 2–3     | Ấn Độ                               |
| ---------------------- | ------- | ----------------------------------- |
| Craig 25' · Govers 55' | Báo cáo | Abhishek 12' · Harmanpreet 13', 32' |

| Sân 2 Trọng tài: Jonas van 't Hek (NED) Gabriel Labate (ARG) |

| 2 tháng 8 năm 2024 17:00 v |

| New Zealand | 1–2     | Ireland                 |
| ----------- | ------- | ----------------------- |
| Morrison 5' | Báo cáo | Walker 13' · Duncan 31' |

| Sân 1 Trọng tài: Ben Göntgen (GER) Zeke Newman (AUS) |

| 2 tháng 8 năm 2024 17:30 v |

| Bỉ                                              | 3–3     | Argentina                         |
| ----------------------------------------------- | ------- | --------------------------------- |
| De Kerpel 34' · Hendrickx 52' · Stockbroekx 60' | Báo cáo | Casella 5' · Domene 45' · Rey 53' |

| Sân 2 Trọng tài: Steve Rogers (AUS) Martin Madden (GBR) |

## Vòng đấu loại trực tiếp

### Sơ đồ
|  | Tứ kết         | Tứ kết          |           |       | Bán kết               | Bán kết               |  |  | Tranh huy chương vàng | Tranh huy chương vàng |
|  |                |                 |           |       |                       |                       |  |  |                       |                       |
|  | 4 tháng 8      |                 |           |       |                       |                       |  |  |                       |                       |
|  |                |                 |           |       |                       |                       |  |  |                       |                       |
|  | Đức            | 3               |           |       |                       |                       |  |  |                       |                       |
|  | Đức            | 3               | 6 tháng 8 |       |                       |                       |  |  |                       |                       |
|  | Argentina      | 2               |           |       |                       |                       |  |  |                       |                       |
|  | Argentina      | 2               | Đức       | 3     |                       |                       |  |  |                       |                       |
|  | 4 tháng 8      |                 | Đức       | 3     |                       |                       |  |  |                       |                       |
|  |                | Ấn Độ           | 2         |       |                       |                       |  |  |                       |                       |
|  | Ấn Độ (s.l.l.) | Ấn Độ           | 2         | 1 (4) |                       |                       |  |  |                       |                       |
|  | Ấn Độ (s.l.l.) |                 | 8 tháng 8 | 1 (4) |                       |                       |  |  |                       |                       |
|  | Anh Quốc       | 1 (2)           |           |       |                       |                       |  |  |                       |                       |
|  | Anh Quốc       | 1 (2)           | Đức       | 1 (1) |                       |                       |  |  |                       |                       |
|  | 4 tháng 8      |                 | Đức       | 1 (1) |                       |                       |  |  |                       |                       |
|  |                | Hà Lan (s.l.l.) | 1 (3)     |       |                       |                       |  |  |                       |                       |
|  | Hà Lan         | Hà Lan (s.l.l.) | 1 (3)     | 2     |                       |                       |  |  |                       |                       |
|  | Hà Lan         | 6 tháng 8       |           | 2     |                       |                       |  |  |                       |                       |
|  | Úc             | 0               |           |       |                       |                       |  |  |                       |                       |
|  | Úc             | 0               | Hà Lan    | 4     |                       |                       |  |  |                       |                       |
|  | 4 tháng 8      |                 | Hà Lan    | 4     |                       |                       |  |  |                       |                       |
|  |                | Tây Ban Nha     | 0         |       | Tranh huy chương đồng | Tranh huy chương đồng |  |  |                       |                       |
|  | Bỉ             | Tây Ban Nha     | 0         | 2     | Tranh huy chương đồng | Tranh huy chương đồng |  |  |                       |                       |
|  | Bỉ             |                 | 8 tháng 8 | 2     |                       |                       |  |  |                       |                       |
|  | Tây Ban Nha    | 3               |           |       |                       |                       |  |  |                       |                       |
|  | Tây Ban Nha    | 3               | Ấn Độ     | 2     |                       |                       |  |  |                       |                       |
|  |                |                 |           |       |                       |                       |  |  |                       |                       |
|  | Tây Ban Nha    | 1               |           |       |                       |                       |  |  |                       |                       |
|  | Tây Ban Nha    | 1               |           |       |                       |                       |  |  |                       |                       |

### Tứ kết
| 4 tháng 8 năm 2024 10:00 v |

| Ấn Độ                                      | 1–1                      | Anh Quốc                              |
| ------------------------------------------ | ------------------------ | ------------------------------------- |
| Harmanpreet 22'                            | Báo cáo Báo cáo luân lưu | Morton 27'                            |
| Loạt luân lưu                              |                          |                                       |
| Harmanpreet · Sukhjeet · Lalit · Raj Kumar | 4–2                      | Albery · Wallace · Williamson · Roper |

| Sân 1 Trọng tài: Sean Rapaport (RSA) Steve Rogers (AUS) |

| 4 tháng 8 năm 2024 12:30 v |

| Bỉ                             | 2–3     | Tây Ban Nha                             |
| ------------------------------ | ------- | --------------------------------------- |
| De Sloover 41' · Hendrickx 58' | Báo cáo | Basterra 40' · Reyné 55' · Miralles 57' |

| Sân 1 Trọng tài: Gabriel Labate (ARG) Jonas van 't Hek (NED) |

| 4 tháng 8 năm 2024 17:30 v |

| Hà Lan                       | 2–0     | Úc |
| ---------------------------- | ------- | -- |
| Telgenkamp 35' · Van Dam 52' | Báo cáo |    |

| Sân 1 Trọng tài: Dan Barstow (GBR) Gareth Greenfield (NZL) |

| 4 tháng 8 năm 2024 20:00 v |

| Đức                                     | 3–2     | Argentina                 |
| --------------------------------------- | ------- | ------------------------- |
| Hinrichs 9' · Peillat 24' · Weigand 54' | Báo cáo | Casella 11' · Mazilli 48' |

| Sân 1 Trọng tài: Zeke Newman (AUS) David Tomlinson (NZL) |

### Bán kết
| 6 tháng 8 năm 2024 14:00 v |

| Hà Lan                                                    | 4–0     | Tây Ban Nha |
| --------------------------------------------------------- | ------- | ----------- |
| Janssen 12' · Brinkman 20' · van Dam 32' · Telgenkamp 50' | Báo cáo |             |

| Sân 1 Trọng tài: Ben Göntgen (GER) Martin Madden (GBR) |

| 6 tháng 8 năm 2024 19:00 v |

| Đức                                  | 3–2     | Ấn Độ                         |
| ------------------------------------ | ------- | ----------------------------- |
| Peillat 18' · Rühr 27' · Miltkau 54' | Báo cáo | Harmanpreet 7' · Sukhjeet 36' |

| Sân 1 Trọng tài: Coen van Bunge (NED) Gareth Greenfield (NZL) |

### Trận tranh huy chương đồng
| 8 tháng 8 năm 2024 14:00 v |

| Ấn Độ                | 2–1     | Tây Ban Nha  |
| -------------------- | ------- | ------------ |
| Harmanpreet 30', 33' | Báo cáo | Miralles 18' |

| Sân 1 Trọng tài: Coen van Bunge (NED) Ben Göntgen (GER) |

### Trận tranh huy chương vàng
| 8 tháng 8 năm 2024 19:00 v |

| Đức                               | 1–1                      | Hà Lan                                             |
| --------------------------------- | ------------------------ | -------------------------------------------------- |
| Prinz 50'                         | Báo cáo Báo cáo luân lưu | Brinkman 46'                                       |
| Loạt luân lưu                     |                          |                                                    |
| Wellen · Müller · Prinz · Weigand | 1–3                      | De Geus · De Mol · Brinkman · Van Dam · Telgenkamp |

| Sân 1 Trọng tài: Martin Madden (GBR) Steve Rogers (AUS) |

## Bảng xếp hạng cuối cùng
Theo quy ước thống kê trong môn khúc côn cầu trên cỏ, các trận đấu quyết định trong thời gian thi đấu chính thức được tính là thắng và thua, còn các trận đấu quyết định theo loạt đá luân lưu được tính là hòa.
| VT | Đội         | ST | T | H | B | BT | BB | HS  | Đ  | Kết quả cuối cùng   |
| -- | ----------- | -- | - | - | - | -- | -- | --- | -- | ------------------- |
| 1  | Hà Lan      | 8  | 5 | 2 | 1 | 23 | 10 | +13 | 17 | Huy chương vàng     |
| 2  | Đức         | 8  | 6 | 1 | 1 | 23 | 11 | +12 | 19 | Huy chương bạc      |
| 3  | Ấn Độ       | 8  | 4 | 2 | 2 | 15 | 12 | +3  | 14 | Huy chương đồng     |
| 4  | Tây Ban Nha | 8  | 3 | 1 | 4 | 15 | 20 | −5  | 10 | Hạng tư             |
|    |             |    |   |   |   |    |    |     |    |                     |
| 5  | Bỉ          | 6  | 4 | 1 | 1 | 17 | 10 | +7  | 13 | Bị loại ở tứ kết    |
| 6  | Úc          | 6  | 3 | 0 | 3 | 12 | 12 | 0   | 9  | Bị loại ở tứ kết    |
| 7  | Anh Quốc    | 6  | 2 | 3 | 1 | 12 | 8  | +4  | 9  | Bị loại ở tứ kết    |
| 8  | Argentina   | 6  | 2 | 2 | 2 | 10 | 9  | +1  | 8  | Bị loại ở tứ kết    |
|    |             |    |   |   |   |    |    |     |    |                     |
| 9  | Nam Phi     | 5  | 1 | 1 | 3 | 11 | 17 | −6  | 4  | Bị loại ở vòng bảng |
| 10 | Ireland     | 5  | 1 | 0 | 4 | 4  | 9  | −5  | 3  | Bị loại ở vòng bảng |
| 11 | Pháp (H)    | 5  | 0 | 1 | 4 | 8  | 22 | −14 | 1  | Bị loại ở vòng bảng |
| 12 | New Zealand | 5  | 0 | 0 | 5 | 4  | 14 | −10 | 0  | Bị loại ở vòng bảng |

## Cầu thủ ghi bàn
Đang có 149 bàn thắng ghi được trong 36 trận đấu, trung bình 4.14 bàn thắng mỗi trận đấu.
10 bàn thắng
- Harmanpreet Singh

7 bàn thắng
- Blake Govers

5 bàn thắng
- Alexander Hendrickx
- Christopher Rühr
- Jip Janssen

4 bàn thắng
- Tom Boon
- Timothée Clément
- Gonzalo Peillat
- Justus Weigand
- Duco Telgenkamp
- José Basterra
- Marc Reyné

3 bàn thắng
- Maico Casella
- Tomas Domene
- Niklas Wellen
- Gareth Furlong
- Lee Morton
- Thijs van Dam
- Tjep Hoedemakers
- Matthew Guise-Brown
- Marc Miralles

2 bàn thắng
- Lucas Martínez
- Florent Van Aubel
- Thibeau Stockbroekx
- Victor Charlet
- Mats Grambusch
- Thies Prinz
- Rupert Shipperley
- Abhishek
- Lee Cole
- Thierry Brinkman
- Jonas de Geus
- Floris Wortelboer
- Sam Lane
- Dayaan Cassiem
- Mustapha Cassiem
- Pepe Cunill

1 bàn thắng
- Matías Rey
- Agustín Mazzilli
- Tom Craig
- Lachlan Sharp
- Corey Weyer
- Tom Wickham
- Ky Willott
- John-John Dohmen
- Nicolas De Kerpel
- Antoine Kina
- Arthur De Sloover
- Simon Martin-Brisac
- Charles Masson
- Tom Grambusch
- Teo Hinrichs
- Marco Miltkau
- James Albery
- Nicholas Park
- Phil Roper
- Zach Wallace
- Vivek Prasad
- Mandeep Singh
- Sukhjeet Singh
- Jeremy Duncan
- Benjamin Walker
- Koen Bijen
- Tijmen Reyenga
- Simon Child
- Joe Morrison
- Andrew Hobson
- Keenan Horne
- Tevin Kok
- Bradley Sherwood
- Álvaro Iglesias
- Rafael Vilallonga

Nguồn: Olympics